# Pasaporte

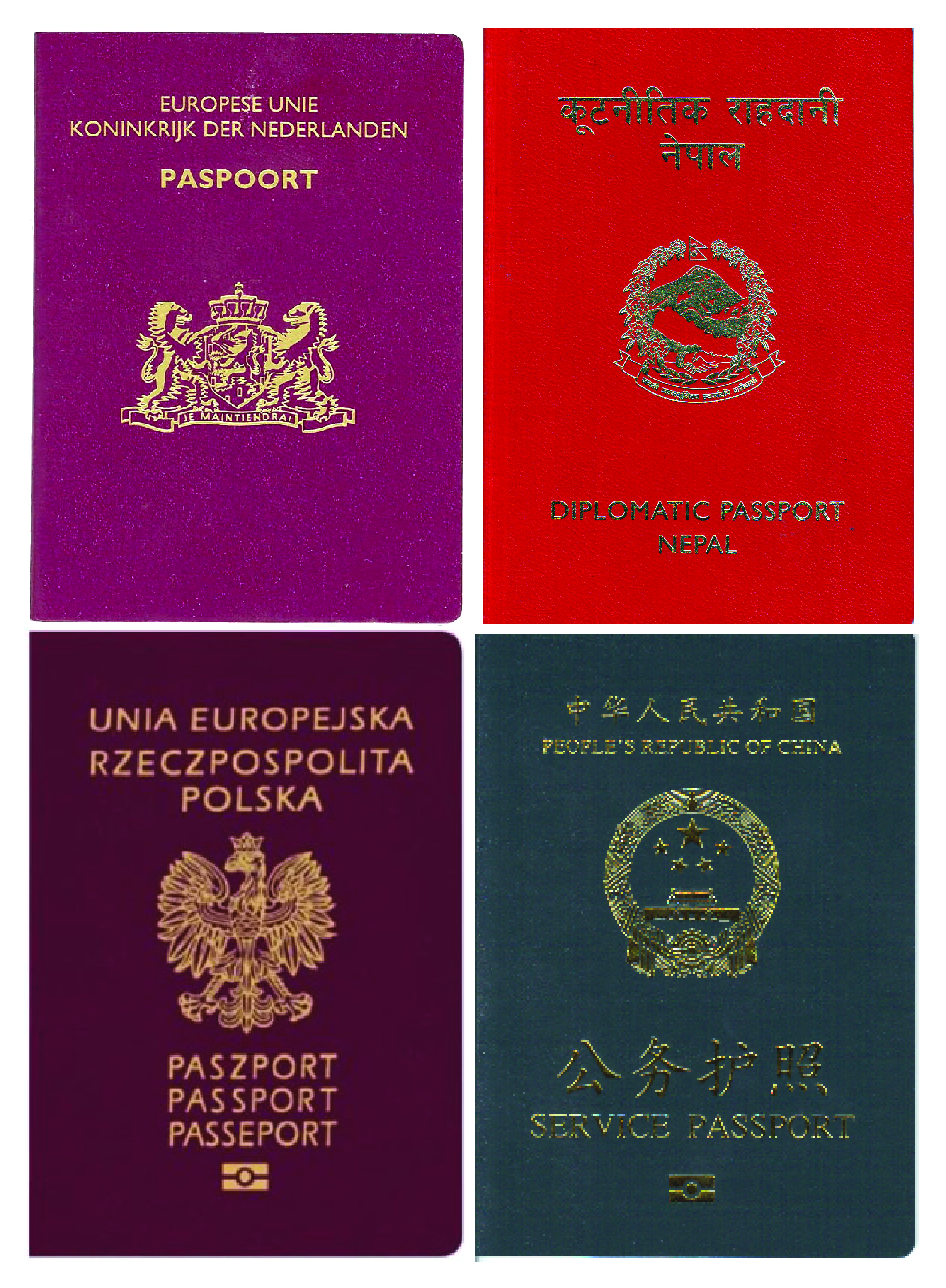
Pasaportes neerlandés ordinario, diplomático nepalí, ordinario polaco y de la República Popular de China.

Un pasaporte es un documento con validez internacional expedido por las autoridades de su respectivo país, que acredita un permiso o autorización legal para que salga o ingrese del mismo. En sus hojas se coloca una estampa que marca el ingreso o la salida de un territorio, la cual puede ser de un timbre de tinta o un autoadhesivo, como también ciertos tipos de visados.
Es habitual que los pasaportes contengan el nombre completo, la fotografía, el lugar y la fecha de nacimiento, la firma y las fechas de expedición y caducidad del pasaporte. Aunque los pasaportes suelen ser expedidos por los gobiernos nacionales, algunos gobiernos subnacionales están autorizados a expedir pasaportes a ciudadanos que residan dentro de sus fronteras.
Muchas naciones expiden (o tienen previsto expedir) pasaportes biométricos que contienen un microchip integrado, lo que los convierte en soporte legible por máquina y los hace difíciles de falsificar. Los pasaportes no biométricos de lectura mecánica emitidos con anterioridad suelen seguir siendo válidos hasta sus respectivas fechas de caducidad.

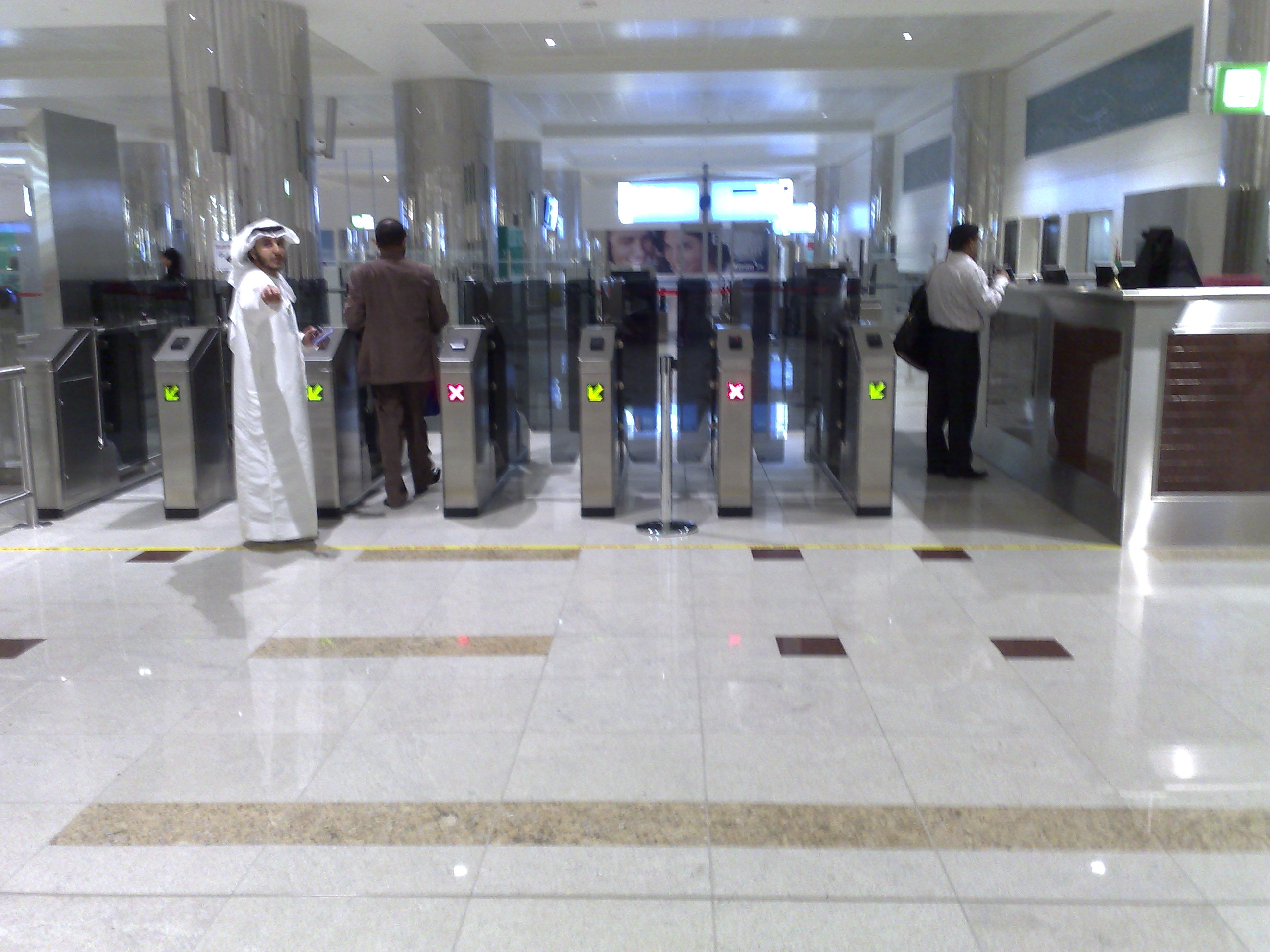
Control de pasaportes en el Aeropuerto Internacional de Dubái

Normalmente, el titular de un pasaporte tiene derecho a entrar en el país que lo expidió, aunque algunas personas con derecho a pasaporte pueden no ser ciudadanos de pleno derecho con derecho de residencia, por ejemplo, nacionales estadounidenses o nacionales británicos. Un pasaporte no crea por sí mismo ningún derecho en el país que se visita ni obliga al país emisor a prestar asistencia consular. Algunos pasaportes acreditan que el portador tiene la condición de diplomático u otro funcionario, con derechos y privilegios como inmunidad frente a detenciones o procesamientos.

## Historia del pasaporte
Una de las primeras referencias conocidas a lo que fue el gran papel de un pasaporte se encuentra en la Biblia. En Nehemías 2:7, atribuido a la época del Imperio persa en alrededor de 450 a. C., se dice que Nehemías, un agente destinado por el rey Artajerjes I, pidió permiso para viajar a Judea a lo cual el rey accedió y le dio una carta «para los gobernadores más allá del río», donde solicitaba un paso seguro para él a lo largo de su viaje a través de sus tierras. 
En el califato islámico medieval, una forma de pasaporte se utilizó en la forma de bara’a, un recibo de impuestos pagados. Sólo a los ciudadanos que hubiesen pagado su impuesto (el azaque para los musulmanes o la yizia para los dhimmíes) se les permitía viajar a las diferentes regiones del califato, por lo que el recibo del bara'a funcionaba como pasaporte primario.
Se considera poco probable que el término «pasaporte», que viene del francés passeport, se derive de los puertos de mar, sino más bien de un documento medieval para pasar por la puerta («porte» en francés) de un muro de la ciudad.
En la Europa medieval los documentos se expidieron a los viajeros por las autoridades locales y, en general, figuraba una lista de pueblos y ciudades en la que al titular del documento se le permitía pasar. Habitualmente, los documentos no fueron necesarios para viajar a los puertos de mar, que se consideraban puntos de comercio abierto, pero los documentos eran obligatorios al viajar al interior desde los puertos de mar.
El rey Enrique V de Inglaterra tiene el mérito de haber inventado lo que algunos consideran el verdadero primer pasaporte, a pesar de los primeros ejemplos que se citan, como medio de ayudar a sus súbditos a demostrar quiénes eran en tierras extranjeras.
La rápida expansión del transporte por ferrocarril en Europa desde mediados del siglo XIX condujo a un colapso del sistema de pasaporte europeo de la primera parte del siglo XIX. La velocidad de los trenes, así como el número de pasajeros que cruzó muchas fronteras, hizo difícil la aplicación de las leyes de pasaporte. La reacción general fue la relajación de los requisitos de pasaporte.
En la última parte del siglo XIX y hasta la Primera Guerra Mundial, en general, no se requería pasaporte para los viajes dentro de Europa, y el cruce de la frontera era fácil. En consecuencia, relativamente pocas personas tenían pasaporte. El Imperio Otomano y el Imperio Ruso mantenían los requisitos de pasaporte para viajes internacionales, además de un sistema interno de control de pasaporte para viajar dentro de sus fronteras.
Los primeros pasaportes incluían una descripción del titular del pasaporte. Las fotografías comenzaron a ser adjuntadas a los pasaportes en las primeras décadas del siglo XX, cuando el uso de la fotografía se extendió.
Durante la Primera Guerra Mundial, los gobiernos europeos introdujeron requisitos de pasaporte en las fronteras por razones de seguridad y para controlar la emigración de los ciudadanos con habilidades útiles, manteniendo la mano de obra potencial. Estos controles se mantuvieron después de la guerra, y se convirtieron en procedimiento estándar, aunque no sin controversia. Los turistas británicos de la década de 1920 se quejaron en particular sobre el requisito de adjuntar fotografías y descripciones físicas, lo que a su juicio llevaba a la deshumanización.
En 1920, la Sociedad de Naciones celebró una conferencia sobre los pasaportes y los billetes, resultando en directrices de Pasaporte que fueron desarrolladas por las conferencias en 1926 y 1927.
De la conferencia surgieron directrices para los pasaportes y un diseño general para los documentos, a la que siguieron conferencias en 1926 y 1995. La Sociedad de Naciones expidió pasaporte Nansen a apátridas refugiados desde 1922 hasta 1938.
Aunque las Organización de las Naciones Unidas celebraron una conferencia sobre viajes en 1963, de ella no surgieron directrices sobre pasaportes. La normalización de los pasaportes se produjo en 1980, bajo los auspicios de la OACI. Las normas de la OACI incluyen las relativas a los pasaportes de lectura mecánica. Dichos pasaportes tienen una zona en la que parte de la información escrita en forma textual se escribe como cadenas de caracteres alfanuméricos, impresos de forma adecuada para el reconocimiento óptico de caracteres. Esto permite a los controladores fronterizos y otros agentes de la ley procesar estos pasaportes más rápidamente, sin tener que introducir la información manualmente en un ordenador. La OACI publica el Doc 9303 Documentos de viaje de lectura mecánica, la norma técnica para los pasaportes de lectura mecánica. Una norma más reciente es la de los  pasaportes biométricos. Estos contienen datos biométricos para autenticar la identidad de los viajeros. La información crítica del pasaporte se almacena en un diminuto chip informático RFID, muy similar a la información almacenada en las tarjetas inteligentes. Al igual que algunas tarjetas inteligentes, el diseño de la libreta del pasaporte incluye un chip sin contacto que puede contener datos de firma digital para garantizar la integridad del pasaporte y de los datos biométricos.
Históricamente, la autoridad legal para expedir pasaportes se basa en el ejercicio de la discrecionalidad ejecutiva de cada país. De ello se derivan ciertos principios jurídicos, a saber: en primer lugar, los pasaportes se expiden en nombre del Estado; en segundo lugar, ninguna persona tiene derecho legal a que se le expida un pasaporte; en tercer lugar, el gobierno de cada país, en el ejercicio de su discreción ejecutiva, tiene discreción completa y sin restricciones para negarse a expedir o revocar un pasaporte; y en cuarto lugar, esta última discreción no está sujeta a revisión judicial.  Sin embargo, juristas como A.J. Arkelian han argumentado que la evolución tanto del derecho constitucional de los países democráticos como del derecho internacional aplicable a todos los países hace que estos principios históricos sean obsoletos e ilegales.

## Forma

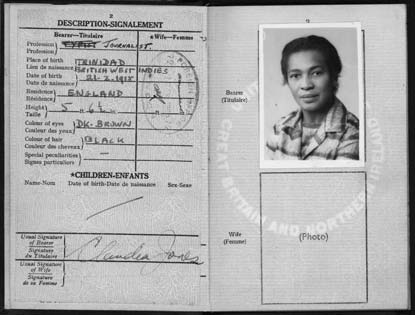
Un pasaporte británico de mediados del siglo XX

Los primeros pasaportes carecían de fotografía, concretándose a indicar el nombre, nacionalidad, descripción física y autorización para salir y regresar al país.
Pronto se otorgó el pasaporte en una especie de cuaderno o cuadernillo, donde se anotaban los ingresos y salidas del país y donde se insertaban las autorizaciones de otros países para ingresar y salir de ellos, que se denominaron visados o visas; al mismo tiempo, se le dio al documento validez internacional, la cual siempre se sujeta a la condición de que los países se reconozcan entre sí.
De manera progresiva, y para evitar la falsificación del documento, se foliaron los pasaportes y se agregó a ellos la fotografía del titular en principio engomada al cuadernillo. Después se utilizó papel seguridad, que no ha dejado de evolucionar (actualmente es fabricado con medidas similares a los papeles con que se fabrica el papel moneda); se agregaron perforaciones y, a la fecha, la fotografía del titular se imprime en el cuadernillo de manera directa mediante un procedimiento fotomecánico y las tintas también contribuyen en el propósito de hacer compleja o imposible la duplicación ilegal de los pasaportes.
Desde el 28 de agosto de 2006, España expide el denominado pasaporte electrónico (pasaporte-e) el cual incorpora un chip embebido en su portada posterior. Este chip contiene el dato biométrico relativo a la imagen facial del titular del documento además de los datos personales que se contienen en las líneas OCR de lectura mecánica. Desde el 28 de junio de 2009 se incorporan, además, las impresiones dactilares de los dedos índices de ambas manos, o los que, en su defecto correspondan. Mientras que en Venezuela el pasaporte electrónico se expide desde el 1 de enero de 2007, otras naciones de habla española que también tienen previsto migrar al sistema biométrico aún no han definido un plazo para realizar dicho cambio.
En Colombia desde el 15 de julio de 2010 se empezó a expedir el pasaporte con zona de Lectura Mecánica, el cual cumple con todas las normas de seguridad y clasificado como casi que infalsificable por su portada de datos en policarbonato e impresión láser con 16 puntos de seguridad.
Las medidas de seguridad que tienen los pasaportes están siendo revisadas, en especial ante el temor de los Estados Unidos y el Reino Unido de nuevos atentados terroristas perpetrados por viajeros internacionales.

## Falsificaciones y seguridad
Uno de los principales problemas de las compañías aéreas radica en el hecho de que muchos pasajeros realizan viajes utilizando pasaportes falsos y/o manipulados, comportando graves costos para las agencias que se ven obligados a repatriar al pasajero. Las medidas de seguridad en los pasaportes han cambiado con el tiempo, pasando desde los primeros sellos (los reconocidos sellos de tinta) hasta llegar a los pasaportes biométricos de hoy en día, donde un pequeño chip integrado en el pasaporte revela todos los datos necesarios del dueño del documento. 
Entre las medidas de seguridad más utilizadas se encuentran la microimpresión, letra de muy pequeño tamaño imposible de realizar con una impresora convencional; el intaglio o relieve que se le da a ciertos dibujos del pasaporte, y que se puede sentir al tacto rugoso; y la tinta OVI (Optical variable ink) o tinta cambiante de color según el ángulo de inclinación, utilizada también en los billetes de 50,100, 200 y 500 euros.

## Visado
Es la autorización de ingreso y salida, que otorga el país visitado por el titular del pasaporte, que debe insertarse en el cuadernillo. El visado ha sufrido variaciones; en principio se agregaban al pasaporte mediante sellos y anotaciones en tinta; en la actualidad muchos países utilizan métodos fotomecánicos para plasmar el visado en los pasaportes.

## Vigencia

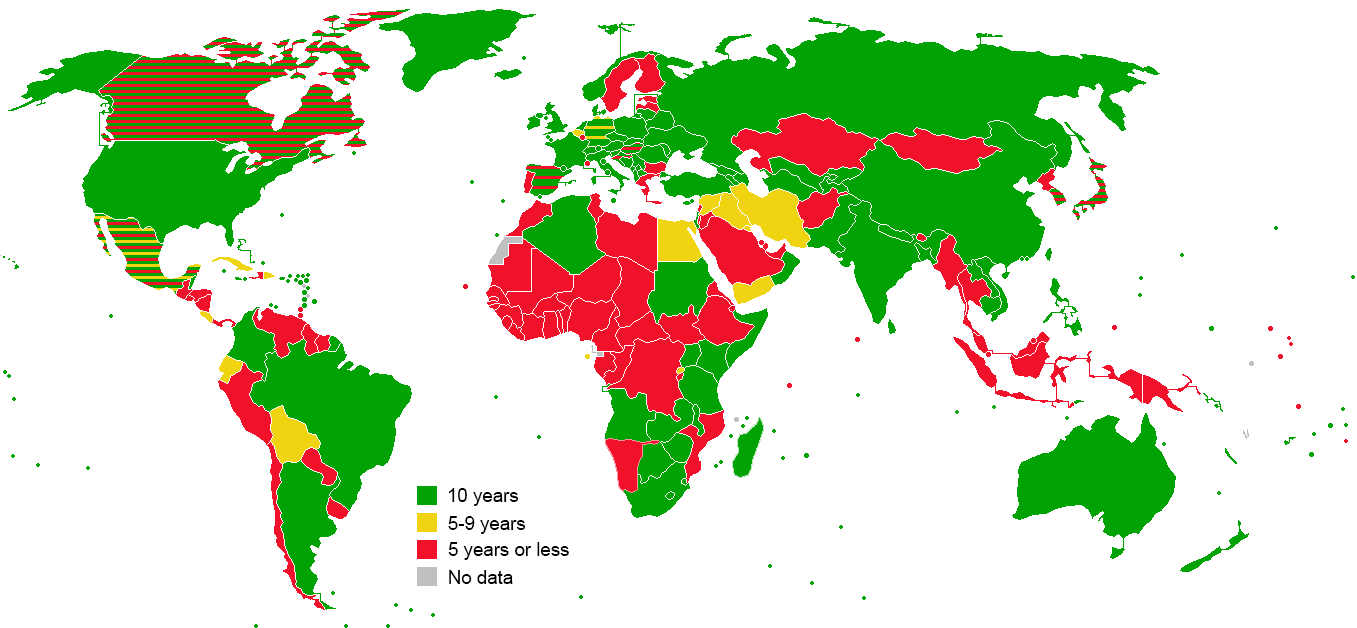
Tiempo de validez de pasaportes de mayor de edad a nivel mundial

En cada país se fijan diversos plazos de vigencia a los pasaportes, con la finalidad de revisar periódicamente la documentación de los titulares, sustituir los pasaportes anteriores por otros más modernos, dotados de nuevas medidas de seguridad, y desde luego, también por los ingresos que se obtienen en cada canje y en cada visado. El tiempo de vigencia a nivel mundial suele oscilar entre 5 y 10 años variando por país.

## Expedición
Los peticionarios deberán personarse en la oficina expedidora con la documentación oportuna.
La documentación requerida suele ser la siguiente:
- Un documento que acredite la identidad del solicitante (depende del país: documento de identidad, licencia de conducir o partida de nacimiento).
- Una fotografía reciente del rostro del solicitante tamaño carné.
- Pagar la tasa correspondiente.

La metodología puede variar dependiendo del país.

## Pasaportes de las entidades supranacionales
Cabe destacar que los pasaportes de las entidades supranacionales, tienen derecho a la libre circulación sin necesidad de visados o impuestos de tránsito. De hecho dentro de la Unión Europea, los nacionales de los países que la forman les basta con su documento de identidad para circular dentro del espacio comunitario, así como también en el Mercado Común del Sur (Mercosur).